# دييغو والش
دييغو والش (بالبرتغالية: Diego Walsh‏) ، من مواليد 8 ديسمبر 1979 في سانتوس في ساو باولو في البرازيل ، لاعب كرة قدم برازيلي.
يلعب مع نادي أديليد يونايتد.

## روابط خارجية
- دييغو والش على موقع الاتحاد الدولي (مؤرشف)  (الإنجليزية)
- دييغو والش على موقع الدوري الأمريكي (الإنجليزية)
- دييغو والش على موقع Soccerway.com (الإنجليزية)
- دييغو والش على موقع عالم كرة القدم.نت (الإنجليزية)